# Suchoj Su-29
Suchoj Su-29 je ruský dvoumístný sportovní a akrobatický letoun z počátku 90. let 20. století. První prototyp stroje vzlétl v roce 1991. Postupně vzniklo několik obměn a modernizací. Stroj se užívá nejen v ruských aeroklubech, ale je vyvážen i do mnoha zemí světa (Česká republika, Argentina, Austrálie, Velká Británie, Itálie, Jižní Afrika, USA).

## Specifikace

### Technické údaje
- Osádka: 2
- Rozpětí: 8,2 m
- Délka: 7,29 m
- Výška: 2,89 m
- Nosná plocha: 12,2 m²
- Hmotnost prázdného stroje: 735 kg
- Vzletová hmotnost: 1 204 kg
- Pohonná jednotka: 1 × hvězdicový motor Vedeněv M-14PF
  - Výkon motoru: 298 kW

### Výkony
- Maximální rychlost: 325 km/h
- Stoupavost: 16,0 m/s
- Dostup: 4 000 m
- Dolet: 1 200 km